# Красная Бурна
Красная Бурна (баш. Ҡыҙыл Бурна) — деревня в Благовещенском районе Башкортостана, относится к Бедеево-Полянскому сельсовету.

## История
Официально образована в 2006 году (Закон Республики Башкортостан от 21.06.2006 № 329-З «О внесении изменений в административно-территориальное устройство Республики Башкортостан в связи с образованием, объединением, упразднением и изменением статуса населенных пунктов, переносом административных центров», ст. 1), по другим источникам в 2007 году.

### Хутор Хасабова "Бурна"
Был образован в конце XIX века у впадения небольшой речки Бурна в Уфимку. В 1895  году на хуторе Хасабовой проживали шесть человек, были отмечены мукомольная мельница и ободное заведение. В 1913 году хутор принадлежал братьям Н.Н. И Э.Н. Хасабовым, при хуторе было 638 десятин земли.
В 1920-е гг. хутор вырос в небольшой поселок Ленинский, затем стал называться Красная Бурна. с 1930 -х годов и до конца советских времен данный населенный пункт входил в состав  Давыдовского сельсовета. В поселке функционировала промартель с таким же названием. В наше время Красная бурна входит в состав Бедеево-Полянского сельсовета.

## Население
| 2002 | 2009 | 2010 |
| ---- | ---- | ---- |
| 0    | ↗1   | ↗8   |

В 1939 году насчитывалось 249 человек, в 1969 - 254. Перепись населения 2010 года зафиксировала восемь постоянных жителей.

## Географическое положение
Находится на правом берегу реки Уфы.